# Tom MacArthur

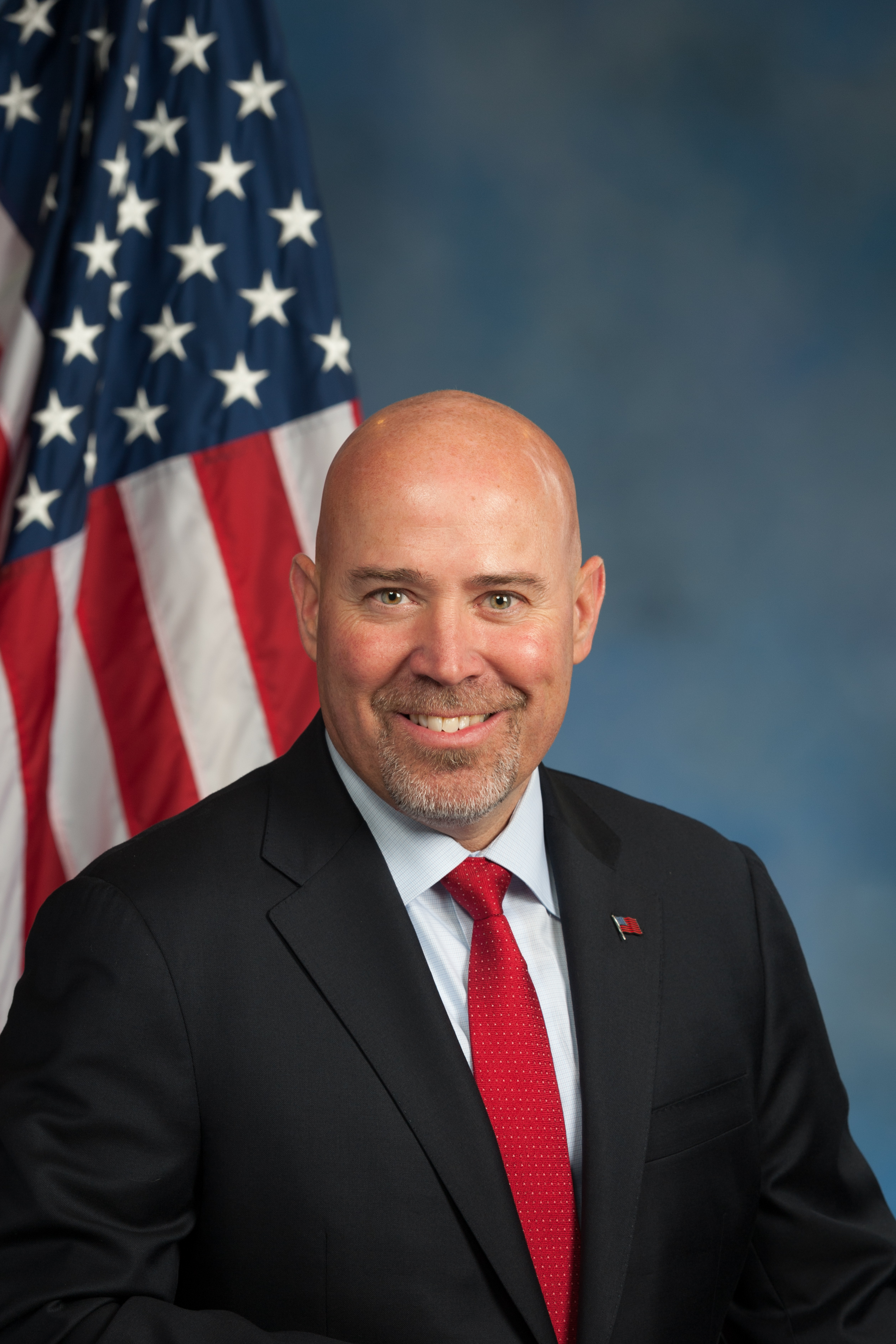
Tom MacArthur (2015)

Thomas Charles „Tom“ MacArthur (* 16. Oktober 1960 in Hebron, Connecticut) ist ein US-amerikanischer Politiker. Von Januar 2015 bis Januar 2019 vertrat er den Bundesstaat New Jersey im US-Repräsentantenhaus.

## Werdegang
Tom MacArthur besuchte bis 1978 die RHAM High School in Hebron. Anschließend studierte er bis 1982 an der Hofstra University in Hempstead im Bundesstaat New York. Danach arbeitete er in der Versicherungsbranche. Elf Jahre lang leitete er die in dieser Branche tätige Firma York Risk Services Group. Politisch schloss er sich der Republikanischen Partei an. Von 2011 bis 2013 saß er im Gemeinderat von Randolph in New Jersey. Im Jahr 2012 wurde er dort zunächst stellvertretender und dann von 2013 bis 2014 hauptamtlicher Bürgermeister.
Bei den Kongresswahlen des Jahres 2014 wurde MacArthur im dritten Wahlbezirk von New Jersey in das US-Repräsentantenhaus in Washington, D.C. gewählt, wo er am 3. Januar 2015 die Nachfolge von Jon Runyan antrat, der nicht mehr kandidiert hatte. Er siegte mit 54:44 Prozent der Stimmen gegen die Demokratin Aimee Belgard. Da er im Jahr 2016 in seinem Amt bestätigt wurde, gehörte er auch dem am 3. Januar 2017 zusammengetretenen 115. Kongress der Vereinigten Staaten an.
MacArthur war einer der Leiter der zentristischen Tuesday Group innerhalb der republikanischen Fraktion im Repräsentantenhaus und gilt als einer der Hauptakteure bei der Konzeption des republikanischen Gegenentwurfs des Repräsentantenhauses zu Obamacare. Nachdem der stark umstrittene Entwurf am 4. Mai 2017 in dieser Kongresskammer angenommen worden war, trat MacArthur Ende Mai von seiner Führungsposition in der Tuesday Group zurück, die er als stark zerstritten bezeichnete.
Bei der Kongresswahl 2018 unterlag er seinem Herausforderer Andy Kim von den Demokraten und schied daher aus dem Repräsentantenhaus aus.